# Procesele de la Moscova
Procesele de la Moscova a fost o serie de procese politice ale oponenților lui Stalin care au avut loc în timpul Marii Epurări. Ele sunt pe drept considerate procese spectacol, în care verdictele erau știute chiar înaintea începerii judecăți propriu-zise. Inculpații au fost acuzați de conspirație împotriva Uniunii Sovietice, de tentative de asasinare a lui Stalin și a altor lideri sovietici, de încercari de dezmembrare a URSS-ului și de restaurare a capitalismului, toate încadrările juridice fiind făcute în conformitate cu prevederile articolului 58 al codului penal sovietic.

## Rezumat
- Primul proces a fost așa numitul "Procesul centrului Troțkist-Zinovievist" sau "Procesul celor 16",  care a avut loc în august 1936 și care i-a avut ca acuzați principali pe Grigori Zinoviev și Lev Kamenev, doi dintre cei mai importanți conducători ai partidului bolșevic. Toți acuzații au fost găsiți vinovați, condamnați la moarte și executați.

- Al doilea proces a avut loc în ianuarie 1937, fiind implicați 17 lideri de partid mai puțin importanți, printre aceștia aflându-se Karl Radek, Iuri Piatakov și Grigori Sokolnikov. Treisprezece acuzați au fost condamnați la moarte și împușcați, iar ceilalți au fost condamnați la închisoare în lagărele de muncă. Nici unul dintre acești patru condamnați la închisoare nu a supraviețuit condițiilor din lagăre.

- Al treilea proces din martie 1938 a inclus 21 de acuzați care erau așa ziși membri ai "Blocului celor de dreapta și ai troțkiștilor". Acuzații principali au fost Nicolai Buharin, fostul șef al Internaționalei Comuniste, fostul prim ministru Alexei Rîkov, Cristian Rakovski și Nicolai Krestinski. Toți acuzații principali au fost executați.

- A mai existat de asemenea și un proces secret judecat de un tribunal militar în iunie 1937. Acuzații l-au reprezentat un grup de generali ai Armatei Roșii în frunte cu Mihail Tuhacevski.

## Evaluarea proceselor
Cei mai mulți observatori occidentali care au participat la aceste procese, au spus că acestea au fost judecate corect, iar vinovăția acuzaților a fost stabilită fără putință de tăgadă. Ei și-au bazat afirmațiile pe mărturisirile acuzaților, care au părut ca fiind date de bunăvoie în sala de judecată, fără să existe vreo dovadă evidentă că ele ar fi fost obținute prin tortură sau sub influența drogurilor.
În atmosfera politică a anilor 1930, acuzația de participare la o conspirație pentru distrugerea Uniunii Sovietice era credibilă, puțini observatori din afara URSS-ului fiind la curent cu luptele intestine din Partidul Comunist al Uniunii Sovietice, care au dus la epurări și procese.
Azi este bine știut că acele mărturisiri au fost smulse de cele mai multe ori după ce se exercitaseră asupra acuzaților uriașe presiuni psihologice. Un fost ofițer al GPU, Alexander Orlov, a descris metodele folosite pentru obținerea mărturisirilor: bătăi repetate, tortura, ținerea acuzatului nedormit sau ținerea lui în picioare pentru perioade foarte lungi, ca și amenințările cu arestarea și executarea membrilor familiilor acuzaților. De exemplu, fiul de 16 ani al lui Kamenev a fost arestat și a fost acuzat de terorism. După luni de introgatorii și presiuni dezumanizante, acuzații erau epuizați și duși la disperare.
Zinoviev și Kamenev au cerut drept condiție a "mărturisirilor autoincriminatorii" o garanție directă a Politburo-ului că li se vor cruța viețile și familiile lor vor fi eliberate. Ei nu au obținut decât de o întâlnire cu Stalin, Kliment Voroșilov și Nicolai Ejov, întâlnire în timpul căreia au primit toate asigurările cerute. După pronunțarea sentințelor în proces, Stalin nu numai că și-a încălcat promisiunea de a nu executa acuzații, dar a dat ordin ca mai toate rudele acestora să fie arestate și împușcate. Buharin a fost de asemenea de acord să "mărturisească" dacă i se lasă familia în pace. Stalin și-a ținut parțial promisiunea. Soția lui Buharin, Anna Larina, a fost trimisă Gulag, dar a supraviețuit.

### Comisia Dewey
În mai 1937, s-a format la inițiativa sprijinitorilor lui Troțki din SUA, "Comisia de anchetă asupra acuzațiilor făcute împotriva lui Lev Troțki în procesele de la Moscova" pentru stabilirea adevărului în această problemă controversată. Comisia a fost mai simplu cunoscută sub numele de Comisia Dewey, după numele președintelui ei, cunoscutul filozof și  pedagog american John Dewey. Deși audierile au fost conduse în mod evident de așa natură încât să demonstreze nevinovăția lui Troțki, ele au adus dovezi de netăgăduit că anumite acuzații nu aveau cum să fie adevărate.
De exemplu, Piatakov a depus mărturisit că în decembrie 1935 s-a deplasat cu avionul la Oslo pentru ca "să primească instrucțiuni teroriste" de la Troțki. Comisia Dewey a stabilit că un asemenea zbor nu a existat. Un alt acuzat, Ivan Smirnov, a mărturisit că a luat parte la asasinarea lui Serghei Kirov din decembrie 1934, într-un moment în care el era în închisoare de mai mult de un an.
Comisia Dewey și-a publicat concluziile într-o carte de 422 de pagini cu titlul Not Guilty (Nevinovat). Concluziile erau că cei condamnați în Procesele de la Moscova erau nevinovați. Comisia trăgea următoarele concluzii: "În mod independent de orice fel de ingerință, Comisia stabilește că:
- Desfășurarea proceselor de la Moscova a fost de așa natură încât să convingă orice persoană fără prejudecăți că nu s-a făcut nici o încercare de stabilire a adevărului.
- Atâta vreme cât mărturisirile au fost în mod necesar considerate cele mai importante argumente, chiar aceste marturisiri conțin asemenea improbabilități inerente, încât au convins Comisia că ele nu reprezintă adevărul, fără a se ține seama de mijloacele folosite pentru obținerea lor."
- Troțki nu a dat niciodată instrucțiuni nici unui acuzat sau martor din procesele de la Moscova să facă înțelegeri cu puteri străine împotriva Uniunii Sovietice, iar Troțki nu a recomandat niciodată, nu a complotat și nu a încercat să restaureze capitalismul în URSS.

Comisia a tras concluzia finală: "De aceea, noi considerăm procesele de la Moscova niște înscenări."

### Opinii în apărarea proceselor
Unii dintre contemporanii proceselor, care credeau că procesele erau în mod indiscutabil corecte, citau declarațiile lui Molotov, care, acceptând că unele dintre mărturisiri conțin depoziții care sunt neverosimile, a spus că ar fi putut exista câteva motive pentru care acestea au fost făcute. Unul dintre aceste motive ar fi fost acela că, puținii care au făcut mărturisiri îndoielnice, au încercat să submineze Uniunea Sovietică și guvernul ei, sau, alt motiv ar fi fost acela că declarațiile mincinoase din timpul mărturisirilor ar fi putut arunca dubii asupra corectitudinii procesului. Molotov  a postulat că un acuzat ar fi putut inventa o poveste a colaborării sale cu agenții străini și membri de partid pentru a submina guvernul, iar, mai apoi, acești membri de partid ar fi ajuns să fie suspectați, deși erau nevinovați, colaborarea închipuită cu agenturile străine putând să pară în aceiași măsură adevărată. În viziunea lui Molotov, guvernul sovietic a fost victima unei mărturii mincinoase. Totuși, după părerea lui, dovezile că cei mai mulți foști șefi comuniști conspirau să pună mâna pe putere într-un moment de slăbiciune a celor aflați la conducere erau în cea mai mare parte de netăgăduit.

## Detalii

### Primul proces de la Moscova (Procesul celor șaisprezece)
Primul proces a avut loc între 19 august și 24 august 1936. Principalii acuzați au fost Grigori Zinoviev și Lev Kamenev.
Lista completă a acuzaților este următoarea:
1. Grigori Evseevici Zinoviev,
2. Lev Borisovici Kamenev,
3. Grigori Evdokimov,
4. Ivan Bakaiev,
5. Serghei Vitalievici Mraciovski, erou al războiului civil, care s-a distins în luptele din Siberia și din Orientul Îndepărtat Rus,
6. Vagarșak Arutiunovici Ter-Vaganian, conducătorul Partidului Comunist din Armenia,
7. Ivan Nikitici Smirnov, Comisar al Poporului pentru comunicații,
8. Efim Dreițer,
9. Isak Reingold,
10. Richard Pickel,
11. Eduard Holțman,
12. Fritz David (Ilia-David Israilevici Kruglianski),
13. Valentin Olberg,
14. Konon Berman-Iurin,
15. Moissei Lurie (Alexander Emel),
16. Natan Lurie.

Toți au fost acuzați conform articolelor 58.8, 19 și 58.11 din Codul Penal al RSFSR. Principala acuzație a fost aceea de participare la o organizație teroristă care avea ca scop uciderea lui I. V. Stalin și a altor membri de frunte ai guvernului sovietic. Cu toții au fost judecați de Tribunalul Militar al Curții Supreme a URSS.  Președintele completului de judecată a fost Vasili Ulrih, iar procuror a fost Andrei Vîșinski.

### Procesul lui Radek și Piatakov (Procesul celor șaptesprezece)
Într-un alt proces din ianuarie 1937, principalii acuzați au fost Karl Radek, Iuri Piatakov, Grigori Sokolnikov, Nicolai Muralov și Mihail Boguslavski. Alături de ei au mai fost acuzate alte 12 persoane. Patru dintre acuzați au fost condamnați la închisoare în lagărele de muncă, ceilalți au fost condamnați la moarte și executați.

### Procesul militarilor
Articol principal: Cazul organizației militare troțkiste antisovietice
Procesul înalților comandanți militari, cunoscut și sub numele de "afacerea Tuhacevski",  a fost un proces secret, diferit de restul proceselor de la Moscova. Acest proces s-a caracterizat prin aceleași tipuri de înscenări ca și restul proceselor spectacol de la Moscova și este considerat unul dintre procesele principale ale Marii Epurări. Mareșalul Tuhacevski și alți comandanți ai Armatei Roșii – Iona Iakir, Ieronim Uborevici, Robert Eideman, Avgust Kork, Vitovt Putna, B.M. Feldman și Vitali Primakov –  au fost acuzați de conspirație anticomunistă și au fost condamnați la moarte. Ei au fost executați în noaptea de 11 iunie spre 12 iunie,  imediat după pronunțarea sentinței de către Curtea Supremă a URSS, convocată în sesiune specială. Această sentință a fost începutul unei epurări masive în Armata Roșie, totalul victimelor acestei acțiuni fiind de aproximativ  42.000 de militari executați.

### Procesul celor douăzeci și unu
Articol principal: Procesul celor douăzeci și unu.
Procesul celor douăzeci și unu a avut loc în martie 1938. Principalii acuzați au fost Alexei Rîkov, Nicolai Buharin, Nicolai Krestinski, Cristian Rakovski și Ghenrih Iagoda.

## Totaluri
Toți membrii Politburo al Comitetului Central al Partidului Comunist al Uniunii Sovietice care fuseseră tovarășii de drum ai lui Lenin care mai erau în viață în momentul începerii epurărilor, cu excepția lui Stalin, Kalinin și Molotov, au fost judecați. La sfârșitul seriei de procese, Stalin arestase și executase pe aproape toți bolșevicii în viață care participaseră la Revoluția din Octombrie. Din 1.996 de participanți la congresul partidului din 1934, 1.108 au fost arestați. Din 139 de membri ai CC al PCUS, 98 au fost arestați. Trei din cei cinci mareșali ai Uniunii Sovietice și o treime dintre ofițerii Armatei Roșii au fost arestați sau executați. Mai multe milioane de cetățeni obișnuiți, care nu aveau nimic de-a face cu politica sau cu armata, au murit în timpul epurărilor. Principalul acuzat al tuturor proceselor, Lev Troțki, a fost exilat, dar a fost asasinat în cele din urmă de un agent stalinist în 1940.

## Reabilitări
După ce Nikita Hrușciov a denunțat în discursul secret din 1956 cultul personalității lui Stalin și epurările din perioada când acesta a fost la cârma statului sovietic,  a început cu timiditate reabilitarea veteranilor bolșevici  executați. Nicolai Buharin și alți 19 coinculpați au fost complet reabilitați în 1988. În același ani au fost reabilitați și Zinoviev, Kamenev și Radek și coninculpații din procesul lor.
În ianuarie 1989, oficiosul partidului comunist –  Pravda –  a raportat reabilitarea postumă a 25.000 de persoane. În același ani, discursul secret al lui Hrușciov a fost publicat în întregime (deși, despre existența lui, publicul sovietic avea cunoștință încă din 1956).